# ジョン・ブキャナン・フロイド
ジョン・ブキャナン・フロイド（John Buchanan Floyd, 1806年6月1日 - 1863年8月26日）は、アメリカ合衆国バージニア州の政治家。ジェームズ・ブキャナン政権で第24代アメリカ合衆国陸軍長官を務め、南北戦争ではアメリカ連合国将軍を務めた。

## 生い立ちと初期の経歴
1806年6月1日、フロイドはバージニア州ブラックバーグの地所「スミスフィールド」において誕生した。1826年、フロイドはサウスカロライナ大学を卒業した。フロイドはバージニア州内で弁護士業を開業し、後にアーカンソー州ヘレナに働き場所を移した。フロイドはヘレナで綿花栽培業を起こしたが、間もなく健康を害して財産を失した。フロイドは1839年にバージニア州に戻り、ワシントン郡に定住した。
フロイドは1847年から1849年まで、および1853年にバージニア州議会で下院議員を務めた。フロイドは1849年から1852年までバージニア州知事を務めた。フロイドは、バージニア州民が所有していた逃亡奴隷の返却を拒否する州について、その州で作られた製品に対して輸入税をかける法律の制定を提言した。

## アメリカ合衆国陸軍長官

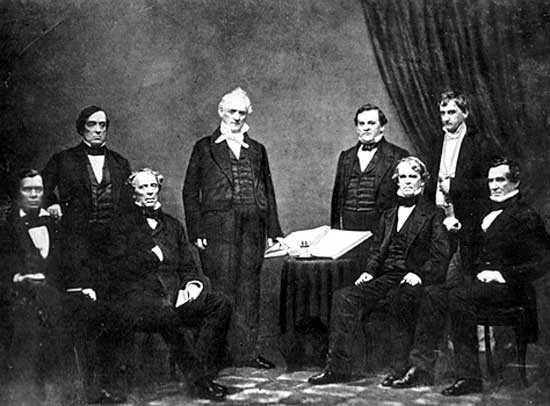
ブキャナン政権

1857年3月、フロイドはジェームズ・ブキャナン大統領から陸軍長官に任命された。だがブキャナン政権に入って間もなく、フロイドは管理能力の低さを指摘された。1860年12月、フロイドは将来の利益を予測して、政府契約の業者から多額の手形を受け取ったという疑惑が浮かび上がった。ブキャナン大統領はフロイドに辞任を要求した。辞任要求から数日後、フロイドは収賄の容疑で起訴されたが、法規上の見地から棄却された。フロイドが不正な取引により利益を得たという確かな証拠は挙がらなかったが、フロイドは財政的に困窮し、陸軍長官を辞職した。
フロイドは1860年の大統領選挙以前、南部諸州の連邦離脱の流れに反対していた。だが大統領選挙後、特に収賄疑惑でブキャナン政権を離れた後から、フロイドは南部連合に迎合する態度を示した。その後フロイドは南北戦争に備えて北部政府保有の兵器を南部へ持ち出したというメディア報道がなされ、告訴された。
フロイドの陸軍長官退任後、1861年夏から秋にかけての連邦議会において、陸軍長官時代のフロイドの行動について調査が行われた。1859年から1860年にかけてフロイドが関与した武器の注文記録や輸送記録が調べられ、その結果1859年末に11万5000丁以上の小銃やライフル銃が政府の兵器庫から南部諸州へと持ち出されていたことが明らかになった。これらの持ち出された武器はジョン・ブラウンによるハーパーズベリー襲撃事件に使用された。
フロイドは先述の銃器以外にも、重火器類をテキサス州のガルベストン湾やミシシッピ州のシップ島に送るよう命じていた。フロイドは陸軍長官としての最終日にこれら重火器類を送るつもりでいたが、その命令は大統領によって無効なものとされた。南部諸州は1860年に武器を受け取ったが、当初の予定からは大きく少ないものであった。また重火器類は、北部政府の要塞構築のために使用された。
フロイドの陸軍長官辞任は1860年12月29日に受理された。フロイドはブキャナン大統領に対して、サムター要塞を放棄させる命令をロバート・アンダーソン少佐に出すよう進言したが、ブキャナン大統領はこれを拒否した。結果的にはこれが引き金となって南北戦争が開戦した。フロイドはそのことを辞任の理由として挙げている。1861年1月17日、フロイドはコロンビア特別区の大陪審により、共謀と詐欺の容疑で起訴された。フロイドは1861年3月7日にワシントンD.C.の裁判所に出廷した。裁判所は起訴を棄却した。

## 南北戦争

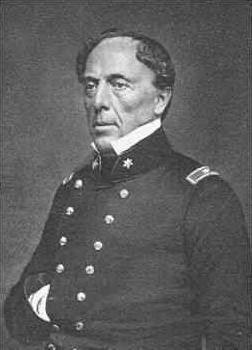
フロイド将軍

バージニア州が連邦離脱をした後、フロイドはバージニア州暫定陸軍で少将に任命された。フロイドはその後1861年5月23日、アメリカ連合国陸軍により准将として任命された。フロイドはロバート・リー将軍の下に付き、バージニア州西部のカノワでいくつかの作戦に従事した。フロイドは作戦途中の9月10日にカーニフェクスフェリーの戦いで腕を負傷した。1862年1月、フロイドはアルバート・シドニー・ジョンストン将軍への報告のため西部戦線へ派遣され、ドネルソン要塞の指揮権を与えられた。
ドネルソン要塞はカンバーランド川の防衛要所であり、間接的にはアメリカ連合国の中心地域であるテネシー州中部、とくに工業都市ナッシュビルの防衛につながっていた。ドネルソン要塞はテネシー川近郊のヘンリー要塞と連携して防衛に当たったが、ヘンリー要塞は1862年2月6日に河用砲艦の効果的な襲撃を受け、北軍のユリシーズ・グラント准将によって陥落した。フロイドは実質的な軍務経験をほとんど有しておらず、政治的影響力による対応のみをしていたため、要所の防衛といった適切な対応策をとることができなかった。ジョンストン将軍にとっても、より経験豊富な将軍（ピエール・ボーリガードやウィリアム・J・ハーディなど）を起用する余地があったが、そこでフロイドを選択したことにより間違いが生じた。フロイドは経験豊富な部下のギデオン・ピロウ准将やサイモン・ボリヴァー・バックナー准将に軍務判断を任せ、自身はほとんど軍事的影響力を行使しなかった。北軍がドーバーの街や要塞を包囲すると、フロイドらは脱出路を切り開くため2月15日に戦闘を開始した。当初は勝ち戦が先行したが、ピロウ准将が前線からの撤退を躊躇したため、援軍を要請した北軍グラント将軍の激しい攻勢を受けた。
翌2月16日朝、フロイドら幹部は作戦会議において、降伏することを申し合わせた。ただしフロイドについては北軍に拘束された場合、反逆罪で逮捕される可能性があったため、フロイドは指揮権をピロウ将軍に委譲し、隠れ逃げることを選択した。権限を委譲されたピロウ将軍は、フロイドとともに逃亡することを選択し、その指揮権をさらにバックナー将軍へと委譲した。ピロウ将軍は同日中に小型船でカンバーランド川を渡り逃亡した。フロイドは翌2月17日、自身が指揮していたバージニアの2つの連隊とともに蒸気船で逃亡した。3月11日、連合国大統領ジェファーソン・デイヴィスはフロイドを査問会議にかけることなくフロイドの軍職を解除した。

## 晩年
フロイドはバージニアに帰郷し、バージニア州民兵で少将として軍務を再開した。だがフロイドは間もなく健康を害し、軍を退いた。そして1863年8月26日、フロイドはバージニア州アビンドンにおいて死去した。フロイドの遺体はシンキングスプリング墓地に埋葬された。

## 家族
ジョン・ブキャナン・フロイドの父親は第25代バージニア州知事ジョン・フロイド、母親はアイルランドからの移民ウィリアム・プレストンの娘レティシア・プレストン (Letitia Preston, 1779-1852) であった。
1830年6月1日、フロイドはバージニア州モンゴメリーにおいて、従姉のサラ・ブキャナン・プレストン (Sarah Buchanan Preston, 1802-1879) と結婚した。

## 備考
1. ↑  Official Records, Series III, Vol. I.